# 成書
成書（1761年—1821年），字倬云，号悟庵，又号误庵，室名多岁堂，穆尔察氏，满洲镶白旗人。清朝官员，乾隆甲辰恩科进士。

## 生平
乾隆四十九年（1784年）甲辰科进士（时隶镶白旗满洲二達色佐領下，载《钦定八旗通志：进士》）。乾隆五十六年由户部主事授翰林院侍讲， 历官戶部主事、嘉庆四年盛京兵部侍郎、七年兵部左侍郎，嘉庆十年（1805）以二等侍卫衔出任哈密帮办大臣，十一年任哈密辦事大臣，正藍旗滿洲副都統，十五年升兵部左侍郎；嘉慶21年，以二等侍卫衔出任烏什辦事大臣，23年葉爾羌辦事大臣。道光元年（1821），兵部左侍郎、戶部右侍郎。卒，赐祭葬（载《清實錄道光朝實錄》）。
辑选《多岁堂古诗存》八卷，著《多岁堂诗集》（内含避暑山庄纪事诗八十五首，载震鈞《天咫偶聞》）。与伊犁将军宗室晋昌、内务府正黄旗汉军进士德生 (乾隆进士)相唱和。

## 家庭
- 父亲哈達翰，乾隆十年进士.
- 子那斯洪阿，嘉庆二十二年丁丑科进士.
- 后世铁良，光绪年间军机大臣。[4]